# Los Medanos
Los Médanos es uno de los sectores que forman la ciudad de Cabimas en el estado Zulia (Venezuela). Pertenece a la parroquia Rómulo Betancourt.

## Ubicación
Los Médanos se encuentra entre los sectores 1.º de Mayo al norte (carretera J), Nueva Cabimas al este (Av 32), El Carmen al sur (carretera K) y Las Cabillas al oeste (Av Intercomunal).

## Zona residencial
Los Médanos comenzó como una urbanización de casas de INAVI (Instituto Nacional de la Vivienda) con veredas tales como El Solito o el Barrio Obrero. Esa parte del sector de la urbanización Los Médanos, se encuentra entre la carretera J y las Av 31 y 32. Tiene algunas calles internas y una cancha. Los Médanos se extendió como barrio hasta sus dimensiones actuales, con calles con diversos nombres como El Perú. Como varios sectores de Cabimas tiene pozos petroleros al lado de las viviendas.

## Vialidad y transporte
La Zona conocida como la Urbanización Los Médanos, tiene calles que convergen en una manzana central y veredas. El barrio los Médanos, tiene calles descuidadas, y un desagüe separa ambos sectores. La línea Nueva Cabimas pasa por la carretera J y la Av 32.

## Sitios de referencia
- Panadería y Pastelería Amir (Antigua Panadería Bolivia). Carretera J con Av Intercomunal. Todavía se usa el antiguo nombre como punto de referencia, la gente dice por el semáforo de la Bolivia.
- Panadería Nueva Cabimas. Av 32 al lado de la Urbanización los Médanos.
- Variedades YSOMAR. Urb. Los médanos, sector 04, vereda 02, N° 14.
- Automercado Aime. Carretera J con Av 31.
- Techos e impermeables Delvis Rodríguez Av. 31 Urb.Los médanos sector 3 nro 02